# Leevan Sands
Leevan Sands (ur. 16 sierpnia 1981 w Nassau) – bahamski lekkoatleta, trójskoczek, brązowy medalista olimpijski z Pekinu, brązowy medalista mistrzostw świata z 2003 roku w trójskoku.
Poza udanym startem olimpijskim w Pekinie, wystąpił też na igrzyskach w Atenach, Londynie oraz Rio de Janeiro.
Z powodu dopingu odbył karę półrocznej dyskwalifikacji (10 marca-9 września 2006).

## Sukcesy
| Rok  | Zawody                      | Miejsce    | Wynik | Konkurencja | Wynik   |
| ---- | --------------------------- | ---------- | ----- | ----------- | ------- |
| 2002 | Igrzyska Wspólnoty Narodów  | Manchester |       | trójskok    | 17,26 m |
| 2003 | Mistrzostwa świata          | Paryż      |       | trójskok    | 17,26 m |
| 2005 | Mistrzostwa świata          | Helsinki   | 4.    | trójskok    | 17,39 m |
| 2008 | Letnie Igrzyska Olimpijskie | Pekin      |       | trójskok    | 17,59 m |
| 2009 | Światowy Finał IAAF         | Saloniki   |       | trójskok    | 17,19 m |
| 2011 | Mistrzostwa świata          | Daegu      | 7.    | trójskok    | 17,21 m |
| 2012 | Igrzyska olimpijskie        | Londyn     | 5.    | trójskok    | 17,19 m |
| 2015 | Igrzyska panamerykańskie    | Toronto    |       | trójskok    | 16,99 m |
| 2015 | Mistrzostwa NACAC           | San José   |       | trójskok    | 16,53 m |
| 2015 | Mistrzostwa świata          | Pekin      | 10.   | trójskok    | 16,88 m |

## Rekordy życiowe
- trójskok – 17,59 m (2008) rekord Bahamów
- skok w dal – 8,13 m (2005)
- skok w dal (hala) – 8,10 m (2004) były rekord Bahamów[2]